# زنان در جاز

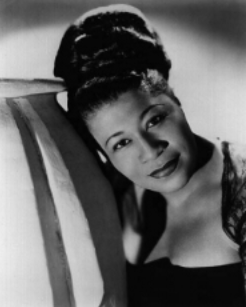
الا جین فیتزجرالد

زنان در موسیقی جاز در بسیاری از دوره‌های تاریخ جازهمکاری کرده‌اند، هم به عنوان مجری و هم به عنوان آهنگساز، ترانه‌سرا و رهبر گروه. در حالی که زنانی مانند بیلی هالیدی و الا فیتزجرالد به آواز جاز مشهور بودند، زنان به دلیل مشارکت در مقام آهنگساز، رهبر گروه و مجری ساز بسیار کمتر به رسمیت شناخته شده‌اند. از دیگر زنان برجسته جاز می‌توان به لیل هاردین آرمسترانگ نوازنده پیانو و دوروتی فیلدز ترانه‌سرای موسیقی جاز اشاره کرد.